# Tata Nexon
Tata Nexon — компактный кроссовер индийской компании Tata Motors, выпускаемый с 2017 года.

## История
Прототип был показан в 2014 году. Модель представлена в 2016 году на индийской выставке Auto Expo, производство началось в июле 2017 года.
Продажи в Индии начались с сентября 2017 года. Через год модель вошла в пятерку самых продаваемых компактных кроссоверов на местном рынке.
Конкурентами модели в Индии считаются Mahindra XUV 300, Maruti Suzuki Vitara Brezza и Ford EcoSport.
Осенью 2018 года выпущена лимитированная спецверсия «KRAZ», отличающаяся только окраской кузова в чёрный цвет с серебристой крышей.
Весной 2017 года кроссовер был показан на Женевском автосалоне, летом 2018 года начались первые экспортные поставки в Шри-Ланку, но в Европу по состоянию на декабрь 2018 года модель не поставляется.

### Первый фейслифт
В январе 2020 года компания Tata Motors выпустила обновленный Nexon с дополнительными функциями и двигателями, соответствующими требованиям Bharat Stage 6-6, и была представлена широкой публике на выставке Auto Expo 2020. Nexon претерпел серьезные изменения во внешнем виде, теперь основанном на языке дизайна Impact 2.0. Новый автомобиль оснащен 1,5-литровым дизельным двигателем Revotorq с турбонаддувом, соответствующим стандарту Bharat Stage 6, мощностью 81 кВт (109 л.с., 110 л.с.) и 1,2-литровым бензиновым двигателем Revotron с турбонаддувом мощностью 88 кВт (118 л.с., 120 л.с.).
- Tata Nexon Вид спереди
- Tata Nexon Вид сзади

### Второй фейслифт
Второй фейслифт Nexon был представлен 1 сентября 2023 года. Он получил обновленную переднюю панель, вдохновленную концепцией Tata Curvv, обновленную заднюю часть со светодиодной полосой во всю ширину, новые функции, такие как более крупный 10,25-дюймовый сенсорный экран и  двухспицевое рулевое колесо с подсвеченным логотипом Tata.

## Конструкция
Габаритная длина модели — 3,994 м — менее 4 метров, что позволяет получить владельцу определённые налоговые льготы в Индии.
Ширина — 1,881 м, высота — 1,607 м. Колёсная база — 2,498 м.
Построен на платформе Tata X1, которая также является основой для нескольких других компактных моделей Tata Motors, но кроссовер Nexon стал последним автомобилем на этой базе, поскольку эта платформа считается компанией бесперспективной и устаревшей.
Двигатель — бензиновый объемом 1,2 литра мощностью 110 л. с. или турбодизель объёмом 1,5 литра мощностью также 110 л. с.
Коробка передач — 6-ступенчатая механическая, с лета 2018 года стала доступна роботизированная трансмиссия.
Привод — только передний. Дорожный просвет — 200 мм.
Безопасность: в 2018 году по краш-тестам индийского агентства безопасности GlobalNCAP получен результат 5 звёзд — это первый индийский автомобиль, получивший столь высокий результат.